# Arcas (vlinders)
Arcas is een geslacht van vlinders van de familie Lycaenidae, uit de onderfamilie Theclinae.

## Soorten
- A. cypria (Geyer, 1837)
- A. delphia Nicolay, 1971
- A. ducalis (Westwood, 1851)
- A. imperialis (Cramer, 1775)
- A. jivaro Nicolay, 1971
- A. splendor Druce, 1907
- A. tuneta (Hewitson, 1865)